# 河盛安之介
河盛 安之介（かわもり やすのすけ、1886年〈明治19年〉10月29日 - 1976年〈昭和51年〉7月24日）は、昭和時代前期の政治家、実業家。衆議院議員（1期）。大阪府堺市長（第9代〈官選〉、第13代〈公選〉）。堺市「100万都市（政令指定都市）」生みの親。

## 略歴
竹内権兵衛の三男として茨城県に生まれ、のち河盛又三郎の養子となる。1909年（明治42年）東京高等商業学校本科を卒業し、のち専攻部を修業する。1921年（大正10年）広島県呉市に合資会社河盛商店を創業し業務執行社員を務める。翌年の1922年（大正11年）には有限責任堺興業信用組合を創立し組合長理事となった。ほか、堺醤油製造合資会社業務担当社員などを経て、河又醤油社長、南海土地建物取締役、河盛商店監査役、大醤（河又醤油とイヅミイチ（大阪府貝塚市）が合同で設立）初代社長などを歴任した。
1925年（大正14年）1月、堺市会議員に当選し、同議長、堺商業会議所副会頭などを経て、1933年（昭和8年）4月、堺市長に就任した（官選）。その後、1942年（昭和17年）4月の第21回衆議院議員総選挙では大阪府第6区から翼賛政治体制協議会の推薦を受け出馬し当選。その後所属は翼賛政治会、翼壮議員同志会、日本進歩党と変わった。衆議院議員を1期務めた。
その後、翼賛議員のため公職追放となり、1951年（昭和26年）に追放解除となった。
太平洋戦争後も公選で堺市長を1955年（昭和30年）5月から1971年（昭和46年）4月まで務めた（第13代）。

## 人物

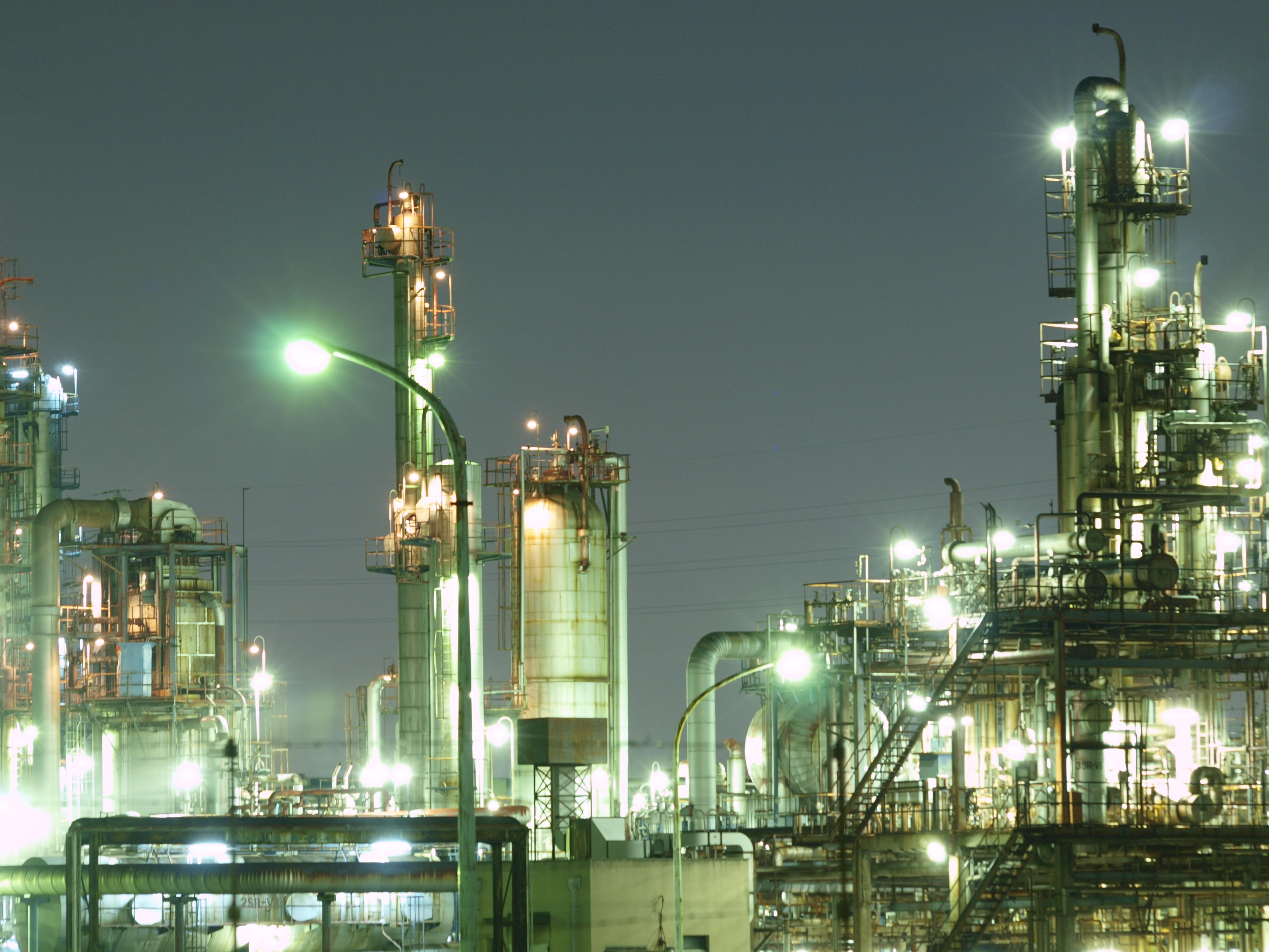
大阪湾を埋め立てた堺泉北臨海工業地帯の工場群（堺市西区築港新町、2012年〈平成24年〉5月撮影）

第13代市長として、人口30万人台の1961年（昭和36年）に堺市「100万都市構想」を表明した。堺市の北西部の大阪湾岸を埋め立てて工場を誘致し（現堺泉北臨海工業地帯）、南東部の山間部を切り開いて住宅地を造成することで人口100万人の大都市を目指す構想で、実現した際「市民税を無料にする」と語っていたという。
河盛の堺市100万都市構想は、後継の市長我堂武夫により1976年（昭和51年）に政令指定都市昇格を目指す構想として正式に発表された。同年、山間部を切り開いた住宅地泉北ニュータウン入居も始まり堺市の人口は急増し1983年に80万人を突破。2005年（平成17年）に美原町と合併し、翌2006年に政令指定都市に移行している。

## 親族
- 養父：河盛又三郎（実業家）[10]
- 兄：竹内権兵衛（父も同名、実業家、貴族院多額納税者議員）[11]